# برايان لويس (سياسي)
برايان لويس هو سياسي كندي، ولد في 26 سبتمبر 1936 في لندن في المملكة المتحدة. حزبياً، نشط في حكومة توافقية.